# Некрасов, Николай Петрович
Николай Петрович Некрасов (1828—1914) — русский филолог. Тайный советник.

## Биография
В службу вступил 20 октября 1853 года. С 4 августа 1867 года был инспектором Петербургского историко-филологического института; с 7 октября 1882 года утверждён в нём ординарным профессором русского языка со славянскими наречиями. В чине действительного статского советника с 1 января 1874 года. Одновременно, был профессором Императорской римско-католической духовной академии.
Был произведён в чин тайного советника 1 января 1895 года. Член учёного комитета министерства народного просвещения (с 1 августа 1896).
Член-корреспондент Санкт-Петербургской академии наук c 01.12.1890 г. по отделению русского языка и словесности.

## Награды
- орден Св. Анны 2-й ст. (1870)
- орден Св. Владимира 3-й ст. (1878)
- орден Св. Станислава 1-й ст. (1881)
- орден Св. Анны 1-й ст.
- орден Св. Владимира 2-й ст. (01.01.1889)[2]
- медаль «В память войны 1853—1856»